# Електровибухова мережа
Електровибухо́ва мере́жа (рос.электровзрывная сеть, англ. electric-explosive(blasting) net(network), нім. Zündleitungsnetz n, Zündkreis m) — у вибуховій справі — сукупність електродетонаторів та дротів, що з'єднують електродетонатори між собою та джерелом струму.
Електровибухова мережа складається з магістралі, що з'єднує джерело струму (або підривну станцію) з розподільною мережею, яка розподіляє струм між електродетонаторами.
Розподільну мережу складають кінцеві дроти, що йдуть від вивідних дротів електродетонаторів у заряджених свердловинах, рукавах, шурфах або штольнях до поверхні і дільничні (з'єднувальні) дроти, які з'єднують між собою кінцеві дроти суміжних електродетонаторів і приєднують кінцеві проводи до магістралі.
У практиці вибухових робіт застосовуються такі Е.м.: 
- послідовна — всі електродетонатори з'єднані послідовно,
- паралельна (паралельно-пучкова, паралельно-ступінчата, кільцева) — з паралельним з'єднанням всіх детонаторів,
- змішана — електродетонатори в групах з'єднані між собою одним способом, а групи між собою — іншим.